# Parroquia de Nuestra Señora de la Rábida

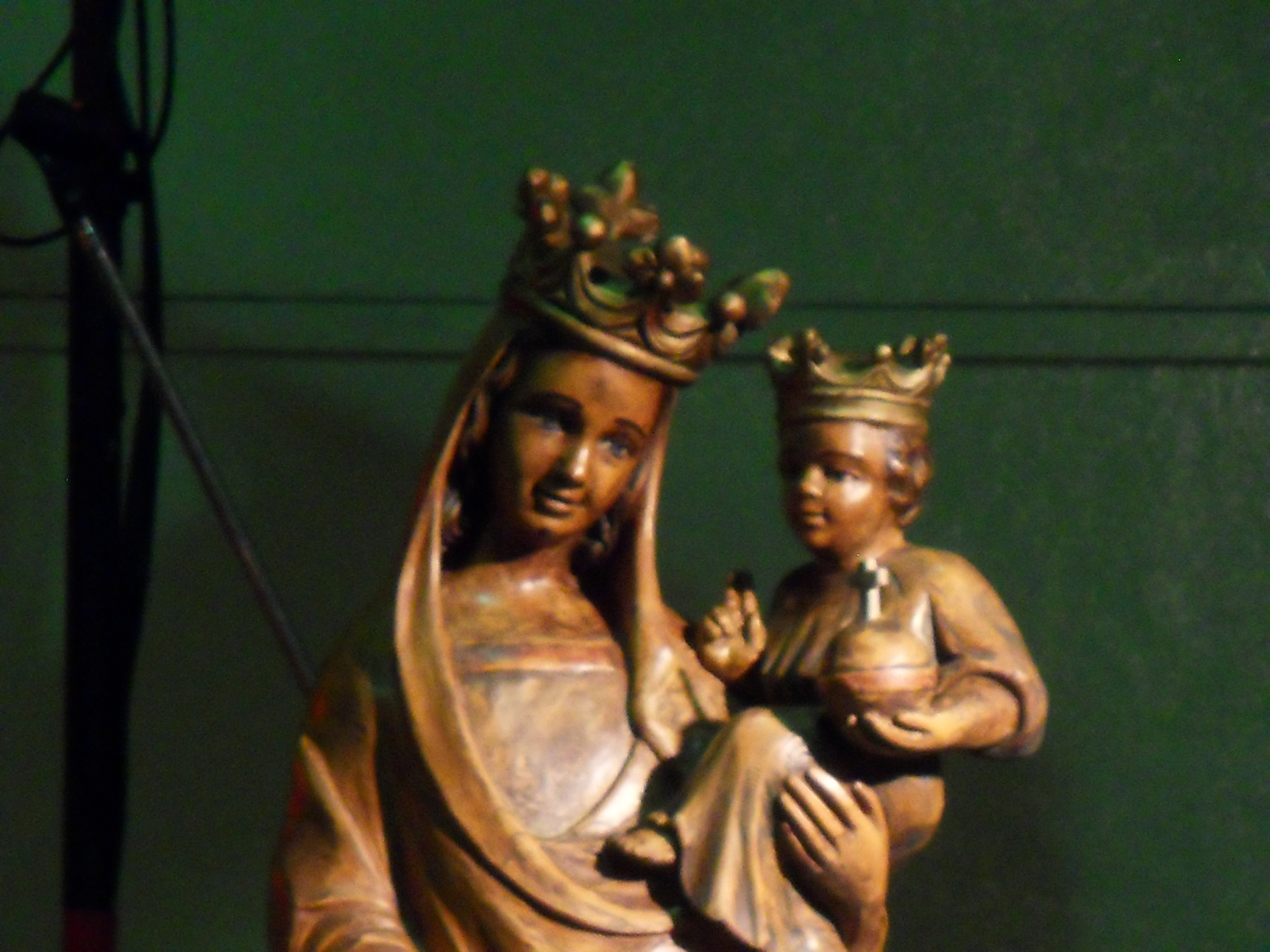
Nuestra Señora de la Rábida. Imagen venerada en el Templo parroquial

La Parroquia de Nuestra Señora de la Rábida es un templo religioso de culto católico bajo la advocación de Nuestra Señora de la Rábida ubicado en la Avenida Belgrano 1502, (esquina Luis Sáenz Peña) en el barrio de Congreso, Buenos Aires, en la República Argentina. El solar se encuentra frente al Departamento Central de la Policía Federal Argentina.

## Historia del Solar
Para comprender la historia de esta parroquia, hay que conocer primero la historia del solar en el que está ubicada. Y esta historia comienza el día 14 de noviembre de 1875, cuando zarpó el buque Savoy del puerto de Génova, llevando a bordo a quince religiosas de las Hijas de la Misericordia y los primeros Padres Salesianos enviados por san Don Bosco a la República Argentina, llegaron al puerto de Buenos Aires el 14 de diciembre para iniciar sus respectivas tareas misioneras. 
La congregación de las Hijas de Nuestra Señora de la Misericordia. había sido fundada por Santa María Josefa Rossello quien, teníendo 27 años, fundó el instituto en Savona, Italia, el día 10 de agosto de 1837. Las hermanas, al llegar a Buenos Aires, acudían a los domicilios particulares cada vez que sus servicios eran requeridos. Se dedicaban a la atención de los enfermos. 

## Párrocos
- Presbítero Horacio Manuel Varela Roca 1988 - 2004
- Presbítero José Ignacio Dabusti 2004 - 2017
- Presbítero Nicolás Julián Retes 2018 - presente